# ロクデナシ
『ロクデナシ』は、男闘呼組の8枚目のアルバム。1993年8月21日にBMGビクター/ariolaから発売された。

## 内容
三部作「5-1…非現実…」「5-2…再認識…」「5-3…無現実…」から1年ぶりのオリジナル・アルバム。
1993年6月30日付で、高橋一也がジャニーズ事務所から解雇されたことに伴い、突如グループ活動休止・実質的な解散となった後に発売された事実上最後のオリジナル・アルバム。BMGビクター内「ariola」レーベルから発売された最初で最後のアルバム。
当初、7月21日発売予定だったが、7月19日から予定された全国ツアー中止に伴い8月21日に延期された。
通算8枚目のアルバムであるがCDに「6」と書いてあるのはアルバム・タイトル冒頭から取ったものである。「ロクデナシ」というタイトルを考えたのは、高橋一也の父親が経営する店舗・マローネに当時よく来ていた俳優の吉岡秀隆である。
同時発売だったラストシングル「TOKYOプラスティック少年」のカップリング「見えない虚像」が収録された。
本作収録の「ジャニーズ A GO GO」は「TOKYOプラスティック少年」の歌詞違いであり、ロック色を前面に押し出したものになっている。
前田作の「星空の下で」を高橋が、高橋作の「Hopi People」を前田が歌う割り当てがなされている。

## 収録曲
| 全編曲: 男闘呼組。 |                        |          |                              |
| #                  | タイトル               | 作詞     | 作曲                         |
| 1.                 | 「ジャニーズ A GO GO」 | 高橋一也 | 高橋一也                     |
| 2.                 | 「IN THE RAIN」        | 小竹正人 | 成田昭次                     |
| 3.                 | 「見えない虚像」       | 岡本健一 | 岡本健一                     |
| 4.                 | 「AN EASY SONG」       | 小竹正人 | 成田昭次                     |
| 5.                 | 「無頼放浪」           | 高橋一也 | 田中厚・高橋一也             |
| 6.                 | 「星空の下で」         | 前田耕陽 | 前田耕陽                     |
| 7.                 | 「HOPI PEOPLE」        | 高橋一也 | 平山牧伸・高橋一也・シメ中島 |
| 8.                 | 「感じながら…」        | 岡本健一 | 岡本健一                     |
| 9.                 | 「ONE DAY」            | 小竹正人 | 成田昭次                     |
| 10.                | 「YOU’RE MY DREAM」    | 高橋一也 | 高橋一也                     |

## 参加ミュージシャン
- 前田耕陽 - ボーカル、キーボード
- 成田昭次 - ボーカル、ギター
- 高橋和也 - ボーカル、ベース
- 岡本健一 - ボーカル、ギター
  - 平山牧伸 - ドラム
  - 田中厚 - キーボード
  - 八木のぶお - ブルースハープ
  - シメ中島 - コーラス